# Rhopornis ardesiacus
El hormiguero esbelto (Rhopornis ardesiacus), es una especie de ave paseriforme de la familia Thamnophilidae, la única perteneciente al género Rhopornis. Es endémico de una pequeña región del este de Brasil.

## Distribución y hábitat
Se distribuye en el sureste de Bahía y noreste de Minas Gerais en Brasil.
Esta especie es actualmente muy localizada únicamente en el sotobosque de bosques caducifolios secos, entre los  100 y 1000 m de altitud, en zonas caracterizadas por un sotobosque bastante abierto, con abundancia de lianas y de parches de las bromelias terrestres grandes de los géneros Aechmea y Ananas.

## Descripción
Mide 19 cm de longitud. Su plumaje es gris y tiene en las alas barras negras y blancas. El macho presenta un triángulo negro en la garganta, cola negra e iris rojo; la hembra tiene la garganta blancuzca, el píleo rufo y el iris castaño.
Su canto consta de seis o siete notas agudas kíu de tres segundos de duración cada una. El llamado, metálico y claro, suena tchiek.

## Estado de conservación
El hormiguero esbelto ha sido calificado como amenazado de extinción por la Unión Internacional para la Conservación de la Naturaleza (IUCN) debido a que su pequeña población total, estimada en 1000 a 2500 individuos, se presume estar en rápida decadencia debido a la continua pérdida de hábitat en su pequeña y fragmentada área de distribución. Sin embargo, un censo reciente en fragmentos de bosque en Boa Nova reveló una densidad de 0,9 individuos por hectárea, lo que sugiere que la población podría exceder los 2500 individuos.

## Comportamiento

### Alimentación
Se alimenta de invertebrados que busca entre el follaje.

### Reproducción
Cada pareja ocupa un territorio de una a dos hectáreas. Se reproduce entre octubre y diciembre, cuando la pareja construye un nido a muy poca altura del suelo. La hembra pne dos huevos color canela.

## Sistemática

### Descripción original
La especie R. ardesiacus  fue descrita por primera vez por el naturalista alemán Maximilian zu Wied-Neuwied en 1831 bajo el nombre científico Myothera ardesiaca; localidad tipo «cerca de [Vitória da] Conquista (probablemente Boa Nova o Poções), Bahía, Brasil».
El género Rhopornis fue creado por el ornitólogo estadounidense Charles Wallace Richmond en 1902.

### Etimología
El nombre genérico masculino «Rhopornis» deriva del griego «rhōpos»: arbusto y «ornis, ornithos»: ave, significando «ave de los arbustos»;  y el nombre de la especie «ardesiacus», del latín: color de pizarra.

### Taxonomía
En base al comportamiento y a las vocalizaciones, el género ha sido considerado hermanado a Pyriglena. Es monotípica.